# Nederlands landskampioenschap voetbal 1898/1899
Jedenáctý ročník Nederlands landskampioenschap voetbal 1898/1899 (česky: Nizozemské fotbalové mistrovství). V turnaji se hrálo ve skupinách (Východní a Západní). Východní skupinu vyhrál Vitesse a západní RAP Amsterdam. Finále skončilo 3:2 a 2:1 pro RAP Amsterdam.